# Saison 1987-1988 du Football Club de Grenoble rugby
Cette page présente la saison 1987-1988 du Football club de Grenoble rugby.
Grenoble, renforcé par l'arrière Patrick Barthélémy est éliminé de justesse (victoire à l’aller à domicile 6-3 et défaite au retour 10-14) par Agen (futur champion) en huitièmes de finale du championnat.
Dans la même poule, Grenoble et Agen avaient fait match nul à Agen (15-15) et à Grenoble (9-9).
Le club atteint aussi les demi-finales du challenge du Manoir, battu par Dax 13-9 dans un match où privé de la moitié de son pack, il est nettement dominé par les Landais devant.

## Les matchs de la saison

### Poules de brassage (16 groupes de 5)
Grenoble termine premier de sa poule avec 7 victoires et 1 match nul dans une poule composée de Hyères, Colomiers, Saint-Claude et Coarraze-Nay.

### À domicile
- Grenoble-Hyères 18-12
- Grenoble-Saint Claude 48-3
- Grenoble-Colomiers 41-6
- Grenoble-Coarraze Nay 51-6

### À l’extérieur
- Hyères-Grenoble 6-6
- Saint Claude-Grenoble 9-32
- Colomiers-Grenoble 7-13
- Coarraze Nay-Grenoble 9-26

### Poules de qualification
En seconde phase, Grenoble termine 3e de sa poule avec 8 victoires, 2 nuls et 4 défaites derrière Toulon le champion sortant et Agen le futur champion.

### À domicile
- Grenoble-Toulon 18-22
- Grenoble-Béziers 18-3
- Grenoble-Lourdes 10-0
- Grenoble-Agen 15-15
- Grenoble-St Jean de Luz 49-8
- Grenoble-Pau 29-6
- Grenoble-Tarbes 17-3

### À l’extérieur
- Toulon-Grenoble 37-13
- Béziers-Grenoble 15-13
- Lourdes-Grenoble 7-16
- Agen-Grenoble 9-9
- St Jean de Luz-Grenoble 9-17
- Pau-Grenoble 13-21
- Tarbes-Grenoble 15-9

## Classement des poules de qualification (4 groupes de 8)
Les équipes sont listées dans leur ordre de classement à l'issue de la première phase qualificative. Les noms en gras indiquent les équipes qui se sont qualifiées pour les 8e de finale.
| - RC Toulon - SU Agen - FC Grenoble - Stadoceste tarbais - AS Béziers - FC Lourdes - Saint-Jean-de-Luz OR - Section paloise                                 | - US Dax - CA Bègles-Bordeaux - SC Graulhet - USA Perpignan - Stade aurillacois - Valence sportif - FC Auch - SC Tulle |
| - Racing club de France - Stade toulousain - Aviron bayonnais - AS Montferrand - CS Bourgoin-Jallieu - Biarritz olympique - US Romans - Stade montchaninois | - RC Narbonne - CA Brive - Stade montois - Tyrosse RCS - Stade bagnérais - RRC Nice - US Marmande - RC Hyères          |

## Huitièmes de finale
Les équipes dont le nom est en caractères gras sont qualifiées pour les quarts de finale.
| Équipe 1           | Équipe 2              | Match aller | Match retour |
| ------------------ | --------------------- | ----------- | ------------ |
| Aviron bayonnais   | Racing club de France | 15-9        | 6-28         |
| FC Grenoble        | SU Agen               | 6-3         | 10-14        |
| CA Bègles-Bordeaux | Stade montois         | 7-13        | 10-0         |
| USA Perpignan      | RC Narbonne           | 12-21       | 12-24        |
| Tyrosse RCS        | RC Toulon             | 9-13        | 16-49        |
| SC Graulhet        | Stade toulousain      | 9-13        | 12-25        |
| AS Montferrand     | CA Brive              | 12-15       | 13-24        |
| Stadoceste tarbais | US Dax                | 3-0         | 21-6         |

## Quarts de finale
Les équipes dont le nom est en caractères gras sont qualifiées pour les demi-finales.
| Équipe 1           | Équipe 2              | Résultat |
| ------------------ | --------------------- | -------- |
| SU Agen            | Racing club de France | 22-15    |
| CA Bègles-Bordeaux | RC Narbonne           | 20-26    |
| RC Toulon          | Stade toulousain      | 21-9     |
| CA Brive           | Stadoceste tarbais    | 6-13     |

## Demi-finales
| Équipe 1  | Équipe 2           | Résultat |
| --------- | ------------------ | -------- |
| SU Agen   | RC Narbonne        | 19-9     |
| RC Toulon | Stadoceste tarbais | 12-31    |

## Finale
| Équipes | SU Agen - Stadoceste tarbais          |
| Score   | 09-03 (mi-temps : 3-3)                |
| Date    | 28 mai 1988                           |
| Stade   | Parc des Princes (49 370 spectateurs) |

## Challenge Yves Du Manoir
En challenge Yves du Manoir, Grenoble après avoir terminé en tête de sa poule s'incline en demi-finale contre l'US Dax sur le score de 13-9.

### À domicile
- Grenoble-Bourgoin 28-27
- Grenoble-Nice 21-6
- Grenoble-Valence 46-3

### À l’extérieur
- Bourgoin-Grenoble 15-13
- Nice-Grenoble 13-15
- Valence-Grenoble 20-25

### Tableau final
|  | Huitièmes de finale         | Huitièmes de finale         | Huitièmes de finale         | Huitièmes de finale         |                  |                  | Quarts de finale      | Quarts de finale      | Quarts de finale      | Quarts de finale      |  |  | Demi-finales        | Demi-finales        | Demi-finales        | Demi-finales        |  |  | Finale                                  | Finale                                  | Finale                                  | Finale                                  |
|  |                             |                             |                             |                             |                  |                  |                       |                       |                       |                       |  |  |                     |                     |                     |                     |  |  |                                         |                                         |                                         |                                         |
|  | 21 novembre 1987, La Voulte | 21 novembre 1987, La Voulte | 21 novembre 1987, La Voulte | 21 novembre 1987, La Voulte |                  |                  | 3 avril 1988, Lourdes | 3 avril 1988, Lourdes | 3 avril 1988, Lourdes | 3 avril 1988, Lourdes |  |  | 16 avril 1988, Agen | 16 avril 1988, Agen | 16 avril 1988, Agen | 16 avril 1988, Agen |  |  | 20 mai 1988, Stade Jean-Dauger, Bayonne | 20 mai 1988, Stade Jean-Dauger, Bayonne | 20 mai 1988, Stade Jean-Dauger, Bayonne | 20 mai 1988, Stade Jean-Dauger, Bayonne |
|  | Stade toulousain            | Stade toulousain            | 41                          | 41                          |                  |                  | 3 avril 1988, Lourdes | 3 avril 1988, Lourdes | 3 avril 1988, Lourdes | 3 avril 1988, Lourdes |  |  | 16 avril 1988, Agen | 16 avril 1988, Agen | 16 avril 1988, Agen | 16 avril 1988, Agen |  |  | 20 mai 1988, Stade Jean-Dauger, Bayonne | 20 mai 1988, Stade Jean-Dauger, Bayonne | 20 mai 1988, Stade Jean-Dauger, Bayonne | 20 mai 1988, Stade Jean-Dauger, Bayonne |
|  | Stade toulousain            | Stade toulousain            | 41                          | 41                          |                  |                  | 3 avril 1988, Lourdes | 3 avril 1988, Lourdes | 3 avril 1988, Lourdes | 3 avril 1988, Lourdes |  |  | 16 avril 1988, Agen | 16 avril 1988, Agen | 16 avril 1988, Agen | 16 avril 1988, Agen |  |  | 20 mai 1988, Stade Jean-Dauger, Bayonne | 20 mai 1988, Stade Jean-Dauger, Bayonne | 20 mai 1988, Stade Jean-Dauger, Bayonne | 20 mai 1988, Stade Jean-Dauger, Bayonne |
|  | CO Creusot                  | CO Creusot                  | 6                           | 6                           |                  |                  | 3 avril 1988, Lourdes | 3 avril 1988, Lourdes | 3 avril 1988, Lourdes | 3 avril 1988, Lourdes |  |  | 16 avril 1988, Agen | 16 avril 1988, Agen | 16 avril 1988, Agen | 16 avril 1988, Agen |  |  | 20 mai 1988, Stade Jean-Dauger, Bayonne | 20 mai 1988, Stade Jean-Dauger, Bayonne | 20 mai 1988, Stade Jean-Dauger, Bayonne | 20 mai 1988, Stade Jean-Dauger, Bayonne |
|  | CO Creusot                  | CO Creusot                  | 6                           | 6                           | Stade toulousain | Stade toulousain | 27                    | 27                    |                       |                       |  |  | 16 avril 1988, Agen | 16 avril 1988, Agen | 16 avril 1988, Agen | 16 avril 1988, Agen |  |  | 20 mai 1988, Stade Jean-Dauger, Bayonne | 20 mai 1988, Stade Jean-Dauger, Bayonne | 20 mai 1988, Stade Jean-Dauger, Bayonne | 20 mai 1988, Stade Jean-Dauger, Bayonne |
|  | 22 novembre 1987, Pau       |                             |                             |                             | Stade toulousain | Stade toulousain | 27                    | 27                    |                       |                       |  |  | 16 avril 1988, Agen | 16 avril 1988, Agen | 16 avril 1988, Agen | 16 avril 1988, Agen |  |  | 20 mai 1988, Stade Jean-Dauger, Bayonne | 20 mai 1988, Stade Jean-Dauger, Bayonne | 20 mai 1988, Stade Jean-Dauger, Bayonne | 20 mai 1988, Stade Jean-Dauger, Bayonne |
|  |                             |                             | Biarritz olympique          | Biarritz olympique          | 7                | 7                |                       |                       |                       |                       |  |  | 16 avril 1988, Agen | 16 avril 1988, Agen | 16 avril 1988, Agen | 16 avril 1988, Agen |  |  | 20 mai 1988, Stade Jean-Dauger, Bayonne | 20 mai 1988, Stade Jean-Dauger, Bayonne | 20 mai 1988, Stade Jean-Dauger, Bayonne | 20 mai 1988, Stade Jean-Dauger, Bayonne |
|  | Biarritz olympique          | Biarritz olympique          | Biarritz olympique          | Biarritz olympique          | 7                | 7                | 15                    | 15                    |                       |                       |  |  | 16 avril 1988, Agen | 16 avril 1988, Agen | 16 avril 1988, Agen | 16 avril 1988, Agen |  |  | 20 mai 1988, Stade Jean-Dauger, Bayonne | 20 mai 1988, Stade Jean-Dauger, Bayonne | 20 mai 1988, Stade Jean-Dauger, Bayonne | 20 mai 1988, Stade Jean-Dauger, Bayonne |
|  | Biarritz olympique          | Biarritz olympique          | 1 avril 1988, Grenoble      |                             |                  |                  | 15                    | 15                    |                       |                       |  |  | 16 avril 1988, Agen | 16 avril 1988, Agen | 16 avril 1988, Agen | 16 avril 1988, Agen |  |  | 20 mai 1988, Stade Jean-Dauger, Bayonne | 20 mai 1988, Stade Jean-Dauger, Bayonne | 20 mai 1988, Stade Jean-Dauger, Bayonne | 20 mai 1988, Stade Jean-Dauger, Bayonne |
|  | FC Lourdes                  | FC Lourdes                  | 7                           | 7                           |                  |                  |                       |                       |                       |                       |  |  | 16 avril 1988, Agen | 16 avril 1988, Agen | 16 avril 1988, Agen | 16 avril 1988, Agen |  |  | 20 mai 1988, Stade Jean-Dauger, Bayonne | 20 mai 1988, Stade Jean-Dauger, Bayonne | 20 mai 1988, Stade Jean-Dauger, Bayonne | 20 mai 1988, Stade Jean-Dauger, Bayonne |
|  | FC Lourdes                  | FC Lourdes                  | 7                           | 7                           | Stade toulousain | Stade toulousain | 16                    | 16                    |                       |                       |  |  |                     |                     |                     |                     |  |  | 20 mai 1988, Stade Jean-Dauger, Bayonne | 20 mai 1988, Stade Jean-Dauger, Bayonne | 20 mai 1988, Stade Jean-Dauger, Bayonne | 20 mai 1988, Stade Jean-Dauger, Bayonne |
|  | 21 novembre 1987, Béziers   |                             |                             |                             | Stade toulousain | Stade toulousain | 16                    | 16                    |                       |                       |  |  |                     |                     |                     |                     |  |  | 20 mai 1988, Stade Jean-Dauger, Bayonne | 20 mai 1988, Stade Jean-Dauger, Bayonne | 20 mai 1988, Stade Jean-Dauger, Bayonne | 20 mai 1988, Stade Jean-Dauger, Bayonne |
|  |                             |                             | RC Toulon                   | RC Toulon                   | 7                | 7                |                       |                       |                       |                       |  |  |                     |                     |                     |                     |  |  | 20 mai 1988, Stade Jean-Dauger, Bayonne | 20 mai 1988, Stade Jean-Dauger, Bayonne | 20 mai 1988, Stade Jean-Dauger, Bayonne | 20 mai 1988, Stade Jean-Dauger, Bayonne |
|  | RC Toulon                   | RC Toulon                   | RC Toulon                   | RC Toulon                   | 7                | 7                | 26                    | 26                    |                       |                       |  |  |                     |                     |                     |                     |  |  | 20 mai 1988, Stade Jean-Dauger, Bayonne | 20 mai 1988, Stade Jean-Dauger, Bayonne | 20 mai 1988, Stade Jean-Dauger, Bayonne | 20 mai 1988, Stade Jean-Dauger, Bayonne |
|  | RC Toulon                   | RC Toulon                   | 17 avril 1988, Narbonne     |                             |                  |                  | 26                    | 26                    |                       |                       |  |  |                     |                     |                     |                     |  |  | 20 mai 1988, Stade Jean-Dauger, Bayonne | 20 mai 1988, Stade Jean-Dauger, Bayonne | 20 mai 1988, Stade Jean-Dauger, Bayonne | 20 mai 1988, Stade Jean-Dauger, Bayonne |
|  | CA Brive                    | CA Brive                    | 10                          | 10                          |                  |                  |                       |                       |                       |                       |  |  |                     |                     |                     |                     |  |  | 20 mai 1988, Stade Jean-Dauger, Bayonne | 20 mai 1988, Stade Jean-Dauger, Bayonne | 20 mai 1988, Stade Jean-Dauger, Bayonne | 20 mai 1988, Stade Jean-Dauger, Bayonne |
|  | CA Brive                    | CA Brive                    | 10                          | 10                          | RC Toulon        | RC Toulon        | 19                    | 19                    |                       |                       |  |  |                     |                     |                     |                     |  |  | 20 mai 1988, Stade Jean-Dauger, Bayonne | 20 mai 1988, Stade Jean-Dauger, Bayonne | 20 mai 1988, Stade Jean-Dauger, Bayonne | 20 mai 1988, Stade Jean-Dauger, Bayonne |
|  | 22 novembre 1987, Toulon    |                             |                             |                             | RC Toulon        | RC Toulon        | 19                    | 19                    |                       |                       |  |  |                     |                     |                     |                     |  |  | 20 mai 1988, Stade Jean-Dauger, Bayonne | 20 mai 1988, Stade Jean-Dauger, Bayonne | 20 mai 1988, Stade Jean-Dauger, Bayonne | 20 mai 1988, Stade Jean-Dauger, Bayonne |
|  |                             |                             | Racing CF                   | Racing CF                   | 18               | 18               |                       |                       |                       |                       |  |  |                     |                     |                     |                     |  |  | 20 mai 1988, Stade Jean-Dauger, Bayonne | 20 mai 1988, Stade Jean-Dauger, Bayonne | 20 mai 1988, Stade Jean-Dauger, Bayonne | 20 mai 1988, Stade Jean-Dauger, Bayonne |
|  | Racing CF                   | Racing CF                   | Racing CF                   | Racing CF                   | 18               | 18               | 19                    | 19                    |                       |                       |  |  |                     |                     |                     |                     |  |  | 20 mai 1988, Stade Jean-Dauger, Bayonne | 20 mai 1988, Stade Jean-Dauger, Bayonne | 20 mai 1988, Stade Jean-Dauger, Bayonne | 20 mai 1988, Stade Jean-Dauger, Bayonne |
|  | Racing CF                   | Racing CF                   | 3 avril 1988, Toulon        |                             |                  |                  | 19                    | 19                    |                       |                       |  |  |                     |                     |                     |                     |  |  | 20 mai 1988, Stade Jean-Dauger, Bayonne | 20 mai 1988, Stade Jean-Dauger, Bayonne | 20 mai 1988, Stade Jean-Dauger, Bayonne | 20 mai 1988, Stade Jean-Dauger, Bayonne |
|  | RC Narbonne                 | RC Narbonne                 | 16                          | 16                          |                  |                  |                       |                       |                       |                       |  |  |                     |                     |                     |                     |  |  | 20 mai 1988, Stade Jean-Dauger, Bayonne | 20 mai 1988, Stade Jean-Dauger, Bayonne | 20 mai 1988, Stade Jean-Dauger, Bayonne | 20 mai 1988, Stade Jean-Dauger, Bayonne |
|  | RC Narbonne                 | RC Narbonne                 | 16                          | 16                          | Stade toulousain | Stade toulousain | 15                    | 15                    |                       |                       |  |  |                     |                     |                     |                     |  |  |                                         |                                         |                                         |                                         |
|  | 22 novembre 1987, Aurillac  |                             |                             |                             | Stade toulousain | Stade toulousain | 15                    | 15                    |                       |                       |  |  |                     |                     |                     |                     |  |  |                                         |                                         |                                         |                                         |
|  |                             |                             | US Dax                      | US Dax                      | 13               | 13               |                       |                       |                       |                       |  |  |                     |                     |                     |                     |  |  |                                         |                                         |                                         |                                         |
|  | FC Grenoble                 | FC Grenoble                 | US Dax                      | US Dax                      | 13               | 13               | 12                    | 12                    |                       |                       |  |  |                     |                     |                     |                     |  |  |                                         |                                         |                                         |                                         |
|  | FC Grenoble                 | FC Grenoble                 |                             |                             |                  |                  |                       | 12                    |                       |                       |  |  |                     |                     |                     |                     |  |  |                                         |                                         |                                         |                                         |
|  | Aviron bayonnais            | Aviron bayonnais            | 9                           | 9                           |                  |                  |                       |                       |                       |                       |  |  |                     |                     |                     |                     |  |  |                                         |                                         |                                         |                                         |
|  | Aviron bayonnais            | Aviron bayonnais            | 9                           | 9                           | FC Grenoble      | FC Grenoble      | 18                    | 18                    |                       |                       |  |  |                     |                     |                     |                     |  |  |                                         |                                         |                                         |                                         |
|  | 22 novembre 1987, Toulouse  |                             |                             |                             | FC Grenoble      | FC Grenoble      | 18                    | 18                    |                       |                       |  |  |                     |                     |                     |                     |  |  |                                         |                                         |                                         |                                         |
|  |                             |                             | AS Béziers                  | AS Béziers                  | 9                | 9                |                       |                       |                       |                       |  |  |                     |                     |                     |                     |  |  |                                         |                                         |                                         |                                         |
|  | AS Béziers                  | AS Béziers                  | AS Béziers                  | AS Béziers                  | 9                | 9                | 18                    | 18                    |                       |                       |  |  |                     |                     |                     |                     |  |  |                                         |                                         |                                         |                                         |
|  | AS Béziers                  | AS Béziers                  | 2 avril 1988, Brive         |                             |                  |                  | 18                    | 18                    |                       |                       |  |  |                     |                     |                     |                     |  |  |                                         |                                         |                                         |                                         |
|  | SU Agen                     | SU Agen                     | 12                          | 12                          |                  |                  |                       |                       |                       |                       |  |  |                     |                     |                     |                     |  |  |                                         |                                         |                                         |                                         |
|  | SU Agen                     | SU Agen                     | 12                          | 12                          | FC Grenoble      | FC Grenoble      | 9                     | 9                     |                       |                       |  |  |                     |                     |                     |                     |  |  |                                         |                                         |                                         |                                         |
|  | 21 novembre 1987, Agen      |                             |                             |                             | FC Grenoble      | FC Grenoble      | 9                     | 9                     |                       |                       |  |  |                     |                     |                     |                     |  |  |                                         |                                         |                                         |                                         |
|  |                             |                             | US Dax                      | US Dax                      | 13               | 13               |                       |                       |                       |                       |  |  |                     |                     |                     |                     |  |  |                                         |                                         |                                         |                                         |
|  | AS Montferrand              | AS Montferrand              | US Dax                      | US Dax                      | 13               | 13               | 15                    | 15                    |                       |                       |  |  |                     |                     |                     |                     |  |  |                                         |                                         |                                         |                                         |
|  | AS Montferrand              | AS Montferrand              |                             |                             |                  |                  |                       | 15                    |                       |                       |  |  |                     |                     |                     |                     |  |  |                                         |                                         |                                         |                                         |
|  | Stade montois               | Stade montois               | 3                           | 3                           |                  |                  |                       |                       |                       |                       |  |  |                     |                     |                     |                     |  |  |                                         |                                         |                                         |                                         |
|  | Stade montois               | Stade montois               | 3                           | 3                           | AS Montferrand   | AS Montferrand   | 9                     | 9                     |                       |                       |  |  |                     |                     |                     |                     |  |  |                                         |                                         |                                         |                                         |
|  | 22 novembre 1987, Brive     |                             |                             |                             | AS Montferrand   | AS Montferrand   | 9                     | 9                     |                       |                       |  |  |                     |                     |                     |                     |  |  |                                         |                                         |                                         |                                         |
|  |                             |                             | US Dax                      | US Dax                      | 19               | 19               |                       |                       |                       |                       |  |  |                     |                     |                     |                     |  |  |                                         |                                         |                                         |                                         |
|  | US Dax                      | US Dax                      | US Dax                      | US Dax                      | 19               | 19               | 13                    | 13                    |                       |                       |  |  |                     |                     |                     |                     |  |  |                                         |                                         |                                         |                                         |
|  | US Dax                      | US Dax                      |                             |                             |                  |                  |                       | 13                    |                       |                       |  |  |                     |                     |                     |                     |  |  |                                         |                                         |                                         |                                         |
|  | CS Bourgoin-Jallieu         | CS Bourgoin-Jallieu         | 9                           | 9                           |                  |                  |                       |                       |                       |                       |  |  |                     |                     |                     |                     |  |  |                                         |                                         |                                         |                                         |
|  | CS Bourgoin-Jallieu         | CS Bourgoin-Jallieu         | 9                           | 9                           |                  |                  |                       |                       |                       |                       |  |  |                     |                     |                     |                     |  |  |                                         |                                         |                                         |                                         |
|  |                             |                             |                             |                             |                  |                  |                       |                       |                       |                       |  |  |                     |                     |                     |                     |  |  |                                         |                                         |                                         |                                         |

## Entraîneur
L'équipe professionnelle est encadrée par
| Nom                  | Poste      | Nationalité |
| -------------------- | ---------- | ----------- |
| Jean Liénard         | Entraîneur | France      |
| Jean de la Vaissière | Adjoint    | France      |

| Nom                   | Poste                  | Naissance          | Nationalité    |
| --------------------- | ---------------------- | ------------------ | -------------- |
| Jean-Claude Alexandre | Pilier                 | 19 juin 1958       | France         |
| Brent Jordaan         | Pilier                 | 26 mai 1957        | Afrique du Sud |
| Thierry Piton         | Pilier                 | 16 mai 1966        | France         |
| Jean-Marc Romand      | Pilier                 | 27 mars 1957       | France         |
| Bernard Vacchino      | Pilier                 | 7 mars 1957        | France         |
| Éric Ferruit          | Talonneur              | 10 juillet 1962    | France         |
| Éric Franco           | Talonneur              | 29 novembre 1961   | France         |
| Hervé Chaffardon      | Deuxième ligne         | 27 août 1965       | France         |
| Franz Jolmès          | Deuxième ligne         | 13 juin 1968       | France         |
| Freddy Pepelnjak      | Deuxième ligne         | 16 juin 1957       | France         |
| Willy Pepelnjak       | Deuxième ligne         | 21 mai 1961        | France         |
| Gilbert Brunat        | Troisième ligne aile   | 28 janvier 1958    | France         |
| Jérôme di Tommaso     | Troisième ligne aile   | 1er mars 1967      | France         |
| Christophe Monteil    | Troisième ligne aile   | 31 décembre 1961   | France         |
| Stéphane Geraci       | Troisième ligne centre | 3 août 1966        | France         |
| Jean-Jacques Grand    | Troisième ligne centre | 13 juillet 1962    | France         |
| Denis Blanchet        | Demi de mêlée          | 26 novembre 1967   | France         |
| Dominique Mazille     | Demi de mêlée          | 10 décembre 1961   | France         |
| Lionel Enselmoz       | Demi d'ouverture       | 13 décembre 1967   | France         |
| Pierre Mathias        | Demi d'ouverture       | 9 avril 1957       | France         |
| Michel Chiecchino     | Centre                 | 10 décembre 1967   | France         |
| Gilles Feutrier       | Centre                 | 1er septembre 1956 | France         |
| Alain Gély            | Centre                 | 25 janvier 1963    | France         |
| Patrick Mesny         | Centre                 | 18 août 1954       | France         |
| Frédéric Vélo         | Centre                 | 4 janvier 1966     | France         |
| Joris Menzildjian     | Ailier                 | 2 janvier 1967     | France         |
| Philippe Meunier      | Ailier                 | 19 juin 1963       | France         |
| Thierry Picard        | Ailier                 | 16 juillet 1965    | France         |
| Richard Zago          | Ailier                 | 25 janvier 1965    | France         |
| Stéphane Weller       | Ailier                 | 13 juin 1966       | France         |
| Patrick Barthélémy    | Arrière                | 7 octobre 1963     | France         |

### Équipe-Type
1. Brent Jordaan  2. Éric Ferruit 3. Jean-Marc Romand 

4. Willy Pepelnjak  5. Hervé Chaffardon 

6. Jean-Jacques Grand ou Gilbert Brunat 8. Stéphane Geraci 7. Christophe Monteil 

9. Dominique Mazille 10. Pierre Mathias 

11. Philippe Meunier 12. Frédéric Vélo 13. Alain Gély 14. Richard Zago 

15. Patrick Barthélémy 